# Kafū Nagai
Pour les articles homonymes, voir Nagai (homonymie).
Kafū Nagai (永井 荷風, Nagai Kafū), pseudonyme de Sōkichi Nagai (永井 壮吉, Nagai Sōkichi) né le 3 décembre 1879 à Tokyo et mort le 30 avril 1959 à Ichikawa, est un écrivain et nouvelliste japonais. Il est reconnu pour ses œuvres décrivant le Tokyo du XXe siècle, et particulièrement le monde de la prostitution et des geishas.

## Biographie
Kafū, né à Tokyo, au numéro 45 de la Kanetomi-chō, dans l'arrondissement de Koishikawa, est le fils de Kyūichirō Nagai (永井 久一郎, Nagai Kyūichirō), bureaucrate et homme d'affaires qui devint célèbre plus tard pour ses poèmes en style chinois. Kafū est l'aîné de trois frères et sœurs. Lors de la naissance de son frère en 1883, il est envoyé dans la famille de sa mère puis rentre chez lui en 1886 lors de son entrée à l'école secondaire.
En 1891, il intègre une école privée de langue anglaise à Tokyo. Toutefois, il passera de nombreux mois entre 1894 et 1895 à l'hôpital d'Odawara, sans doute atteint de la tuberculose. À l'âge de dix-sept ans (1896), bien qu'échouant aux examens d'entrée à l'université, il est diplômé de son école. Cette même année, il commence l'étude des poèmes chinois et entame une longue série de visites dans le quartier chaud de Yoshiwara (à Tokyo). Plus tard, il rend visite à son père à Shanghai qui y est employé par la compagnie de transport maritime Nippon Yusen Kaisha. Il rentre à l'automne et devient employé dans le département de langue chinoise d'une université de langues étrangères.
En 1898, Kafū commence à écrire de courtes nouvelles. Dans le même temps, il étudie avec Hirotsu Ryurō (広津 柳浪). Deux ans plus tard, il publie quelques nouvelles après avoir quitté son poste à l'université. Il trouve par la suite un poste de journaliste et commence l'étude du français.
De 1903 à 1908, il séjourne aux États-Unis, où il est étudiant à l'Université du Michigan, puis travaille, à New York, au consulat du Japon et à la succursale de la banque Shôgin. En 1908, il séjourne  en France : huit mois à Lyon, employé de Shôgin et deux mois de liberté à Paris. Cela lui permet de publier Amerika monogatari (あめりか物語, litt. « contes américains ») et Furansu monogatari (ふらんす物語, litt. « contes français »).
Opposé à l'occidentalisation de la vie japonaise, il tente une redécouverte de la culture de l'époque d'Edo. Infatigable piéton de Tokyo, spectateur mais aussi acteur de sa vie, Nagai Kafū décrit notamment le monde interlope de la ville et sa « plaintive harmonie » : après dont le roman Le Bambou nain (Okame zasa, 1920), sur la vie des quartiers de geisha et de prostituées, il arpente le monde des geisha pour Udekurabe  (腕比べ, Du côté des fleurs et des saules, 1918), celui des serveuses de café occidentalisées et peu farouches pour Tsuyu no atosaki (つゆのあとさき, Chronique d'une saison des pluies, 1931), et celui des filles des ruelles du quartier glauque de Tamanoi pour son œuvre majeure, Bokutō kidan (濹東綺譚, Histoire singulière à l'est du fleuve, 1937).

## Œuvres traduites en français
- 1909 : Le Renard (狐?), dans Japon et Extrême-Orient n°3, nouvelle traduite par Serge Elisséev, février 1924. Nouvelle reprise dans Neuf nouvelles japonaises, G. Van Oest, 1924 (rééditions Le Calligraphe-Picquier, 1984 et Editions Philippe Picquier, 2000).
- 1909 : Prière à la statue de Maupassant (extrait de ふらんす物語), dans La Nouvelle Revue Française n°599-600 (Du Japon - p. 156-161), essai traduit par Brigitte Lefèvre et Tomomi Ota, mars 2012.
- 1909 : La Sumida (すみた川?), suivi de Fantaisie, roman court traduit par Pierre Faure, Gallimard (Collection « Connaissance de l’Orient »), 1975 (rééditions 1988 et 1995).
- 1909 : Le Jardin des pivoines (牡丹の客?), dans Le Jardin des pivoines par Nagaï Kafû suivi de cinq récits d’écrivains japonais contemporains (p. 1-16), nouvelle traduite par Serge Elisséev, Au Sans Pareil, 1927.
- 1912-1921 : Interminablement la pluie (雨潚潚?), précédée de En eau peu profonde et Feu d’artifice, trois nouvelles traduites par Pierre Faure, Maisonneuve et Larose, 1985 ; réédition Picquier poche, 1994 (réédition 2011).
- 1915 : Scènes d'été (Natsu sugata), nouvelle traduite par Jean-Jacques Tschudin, Éditions du Rocher (Collection « Nouvelle »), 2007.
- 1918 : Du côté des saules et des fleurs (腕くらべ?), roman traduit par Catherine Cadou, Editions Philippe Picquier, 1989 ; réédition Picquier poche, 1994 (réédition 2019).
- 1920 : Le Bambou nain (おかめ笹?), roman traduit par Catherine Cadou, Editions Philippe Picquier, 1991 ; réédition Picquier poche, 1998.
- 1931 : Chronique d'une saison des pluies (つゆのあとさき?), roman traduit par Marc Mécréant, Editions Philippe Picquier, 1992 ; réédition Picquier poche, 1997 (réédition 2014).
- 1931-1935 : Voitures de nuit, sept nouvelles (Une femme en chambre garnie ; Saison des pluies ; L’Hortensia ; Voitures de nuit ; Un soir au café ; Un amour non partagé ; Cheveux bouclés) traduites par Roger Brylinski, Publications Orientalistes de France (Collection « D’étranges pays »), 1986 ; réédition 10/18 (Collection « Domaine étranger »), 1992. Réédition en deux tomes : La Saison des pluies, Cambourakis (Collection « Cambourakis Poche »), 2019 et Voitures de nuit, Cambourakis (Collection « Cambourakis Poche »), 2020.
- 1937 : Une histoire singulière à l'est du fleuve (濹東綺譚?), roman traduit par Alain Nahoum, Gallimard (Collection « Connaissance de l’Orient »), 1992.
- 1940 : Le Secret de la petite chambre (四畳半襖の下張, Yojōhan fusuma no shitabari?), dans Le Secret de la petite chambre, suivi de La Fille au chapeau rouge, nouvelle traduite par Elisabeth Suetsugu, Editions Philippe Picquier, 1994 ; réédition Picquier poche, 1997 (Note : cette nouvelle est attribuée, sans certitude, à Kafû Nagai).
- 1942 : La Décoration (勲章?), dans Anthologie de nouvelles japonaises contemporaines (tome I), nouvelle traduite par Marc Mécréant, Gallimard, 1986.
- 1956 : Les Yôkan, nouvelle traduite par Ryoko Sekiguchi et Patrick Honnoré, La Cocotte (Collection « Raconte-moi une histoire de cuisine », Volume 7), 2012. Reprise dans Le Club des gourmets et autres cuisines japonaises, P.O.L., 2013.
- ? : Conte d’été (Enoki monogatari), traduit par Roger Brylinski dans France-Japon n°43-44 (p. 388-392), juillet-août 1939.

## Adaptations de ses œuvres au cinéma
- 1960 : Histoire singulière à l'est du fleuve (濹東綺譚, Bokutō kidan?) réalisé par Shirō Toyoda ;
- 1992 : Histoire singulière à l'est du fleuve (濹東綺譚, Bokutō kidan?), film biographique réalisé par Kaneto Shindō ;
- 1993 : Yume no onna (夢の女?) réalisé par Bandō Tamasaburō V.